# Cable elèctric

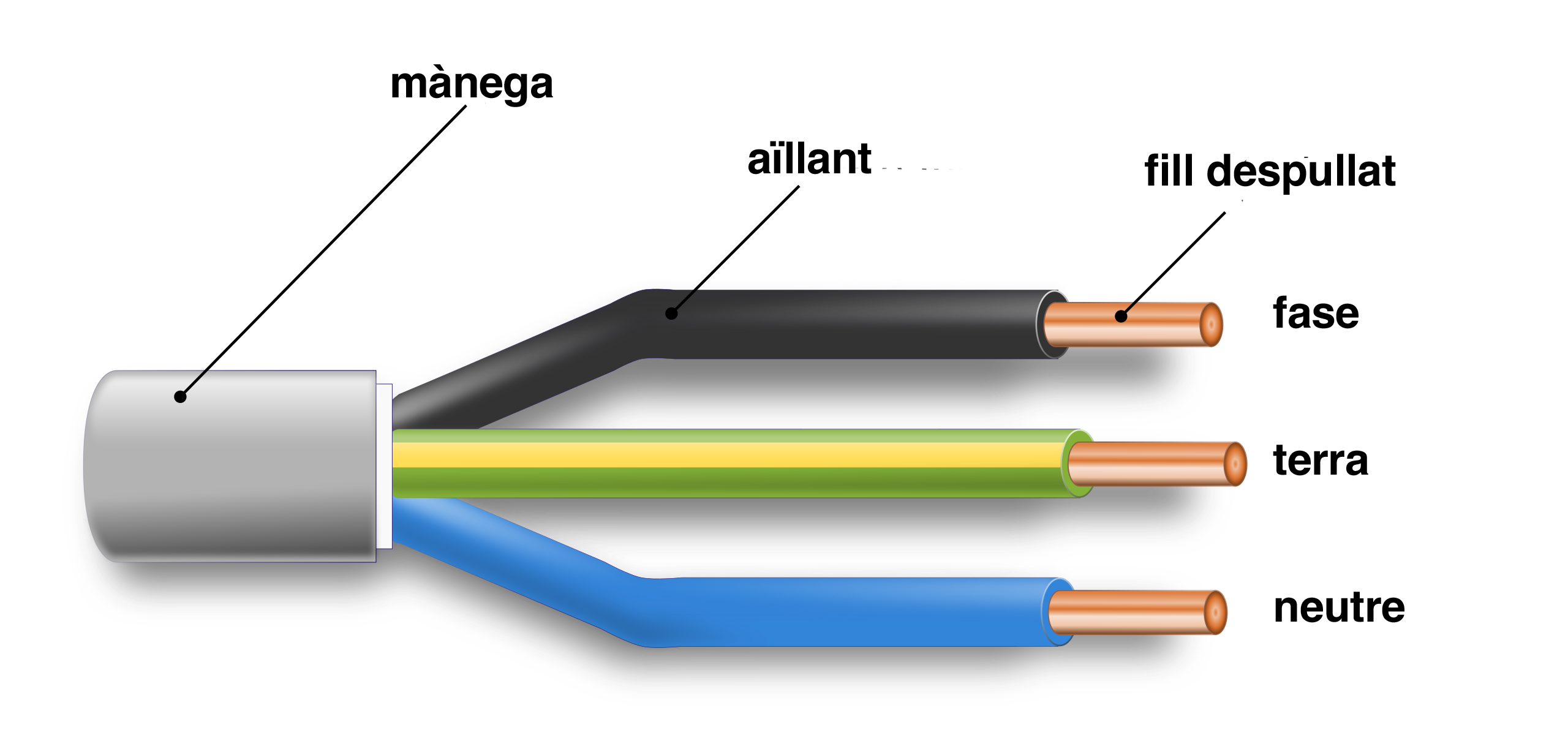
Mànega o cable tripolar

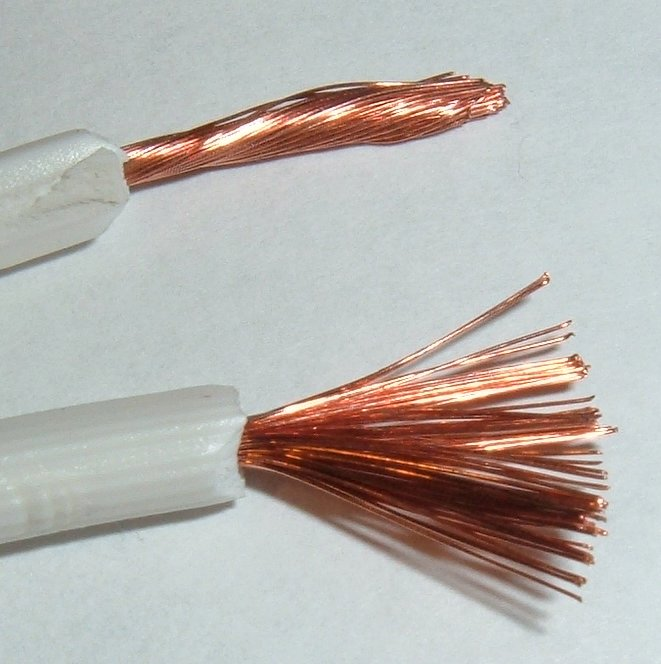
Cable unipolar encargolat i solt

Un cable elèctric és un element conductor format per un conjunt variable de fils metàl·lics recoberts per un material aïllant o protector, que serveix per el transport d'electricitat. Els conductors més utilitzats són el coure o l'alumini. Un cable és revestit per un aïllant, per evitar el curtcircuit i per protegir l'humà o els animals contra l'electrocució. Es fan servir cables sense aïllant, per exemple en les línies aèries d'alta tensió o en la catenària dels ferrocarrils elèctrics. El conjunt del cables d'una instal·lació o d'un edifici es diu cablatge o cablejat.
Es poden classificar en quatre categories: fil, formats per un fil conductor massís, cable unipolar, formats per un conjunt de fils caragolats, mànega o cable multipolar que és un conjunt de cables o fils aïllats amb una coberta protectora i aïllant communa i pletina, un conductor de secció rectangular.

## Característiques tècniques

### Secció
La secció o el gruixut dels cables es mesura en mil·límetres quadrats. La secció és directament relacionada amb la intensitat màxima admissible dels conductors segons el Reglament electrotècnic per a baixa tensió (REBT).

### Resistència
La resistència d'un cable depèn de la longitud, de la secció expressada en mm² –que no s'ha de confondre amb el diàmetre– així com de la resistivitat o conductivitat, que és una propietat constant del material i del voltatge. Tot i que l'argent, té la millor resistivitat, el coure és el més utilitzat per una raó de preu. Quan el pes és important, es pot fer servir l'alumini. Els altres metalls tenen aplicacions marginals en cables. En instal·lacions mixtes s'ha d'evitar la connexió directa de coure i alumini, per evitar la corrosió galvànica.
La resistència provoca una pèrdua d'energia en forma de calor residual. A més de la pèrdua econòmica, si el cable és mal dimensionat, l'aïllant pot fondre, provocar curtcircuits o incendis.
| Fórmula per a calcular la resitència |
| --- |
| {\displaystyle R=\rho \cdot {l \over s}}{\displaystyle R} = resistència en ohm (Ω), {\displaystyle \rho } = resistivitat, {\displaystyle l} = longitud i {\displaystyle s}= secció. |

### Aïllant
Els aïllants més freqüents són termoplàstics. Són bon aïllants i de bon preu, però no resisteixen a altes temperatures, quan fonen perden llur funció poden propagar el foc a més de produir fums tòxics. En mànegues s'afegeix una capa de farciment. El clorur de polivinil (PVC) és la solució estandard per aplicacions domèstiques. El cautxú sintètic d'etilé propilè (EPR) es fa servir per fer cables més flexibles. Hi ha normes i solucions particulars per a cables sotmesos a condicions més extremes: llocs de gran afluència, cables d'altat tensió soterrats, cables submarins, cables per a forns…

### Flexibilitat
La flexibilitat compta sobretot en instal·lacions elèctriques on hi poden produir canvis freqüents i cal poder treure cables nous en el tub protector del cablejat, sense fer obertures en el guixat.

### Pes
En insta·lacions domèstiques i de baixa o mitjana tensió, el pes dels cables no importa gaire. El pes pot ajudar a calcular la longitud que queda en una bobina sense desenrotllar-la. En línies d'alta tensió, s'ha de comptar amb el pes per poder calcular la distància entre les torres per evitar que el cable trenqui pel seu propi pes.

### Protector
Sovint es fa servir un tub protector del cablejat, que té la doble funció, en les installacions domèstiques, protegir els cables encastrats contra intrusions involuntàries i permetre canviar la instal·lació i afegir cables, sense fer noves obertures en la maçoneria.

## Reglementació i normes
Segons el Reglament electrotècnic per a baixa tensió (REBT) les instal·lacions elèctriques han de respectar una pauta de colors. El cable de fase serà sempre negre, marró o gris, el cable del neutre serà de color blau i el cable de terra serà verd-groc. Els elements de control (termòstats, temporitzadors, etc.) també poden utilitzar cable de color vermell.
El cables, siguin de transport d'energia, de telecomunicació, de dades o de control que es fan servir en edificis són considerats com a material de construcció i han de respondre al Reglament Europeu de Productes de Construcció UE/305/2011. En són exempt el cablatge interior de maquinari i els cables de connexió d'aquest maquinari.
Les principals normes industrials són
- Norma europea (EN) 60228, la norma internacional per a cables d'una secció de 0,5 mm² fins a 2500 mm². Inclouen conductors de coure sòlid i trenat, alumini i aliatges d'alumini per a instal·lacions fixes i conductors flexibles de coure.[11]
- Norma europea (EN) 50525, una sèrie de normes industrials europeus sobre els cables de baixa tensió fins a 450/750 V.[12]

## Reciclatge
Els cables formen una fracció important dels residus elèctrics i electrònics. La recollida separada de cables permet recuperar pràcticament tots els materials que els componen.
A la Unió Europa llur reciclatge és regulat per la directiva 2012/19 sobre els residus elèctrics i electrònics. El coure i l'alumini són recursos valuosos. L'extracció primària a les mines té un impacte mediambiental considerable. Aplicar un mètode de mineria urbana als residus pot contribuir a estalviar recursos i protegir la natura, com que els conductors metàl·lics es poden reutilitzar ad infinitum. El repte tècnic és separar els metalls en estat pur dels aïllants i components en altres matèries. El 2018 el continent europeu liderava el món per que fa al reciclatge de coure, amb gairebé 50% de la demanda eixida de material reciclat.

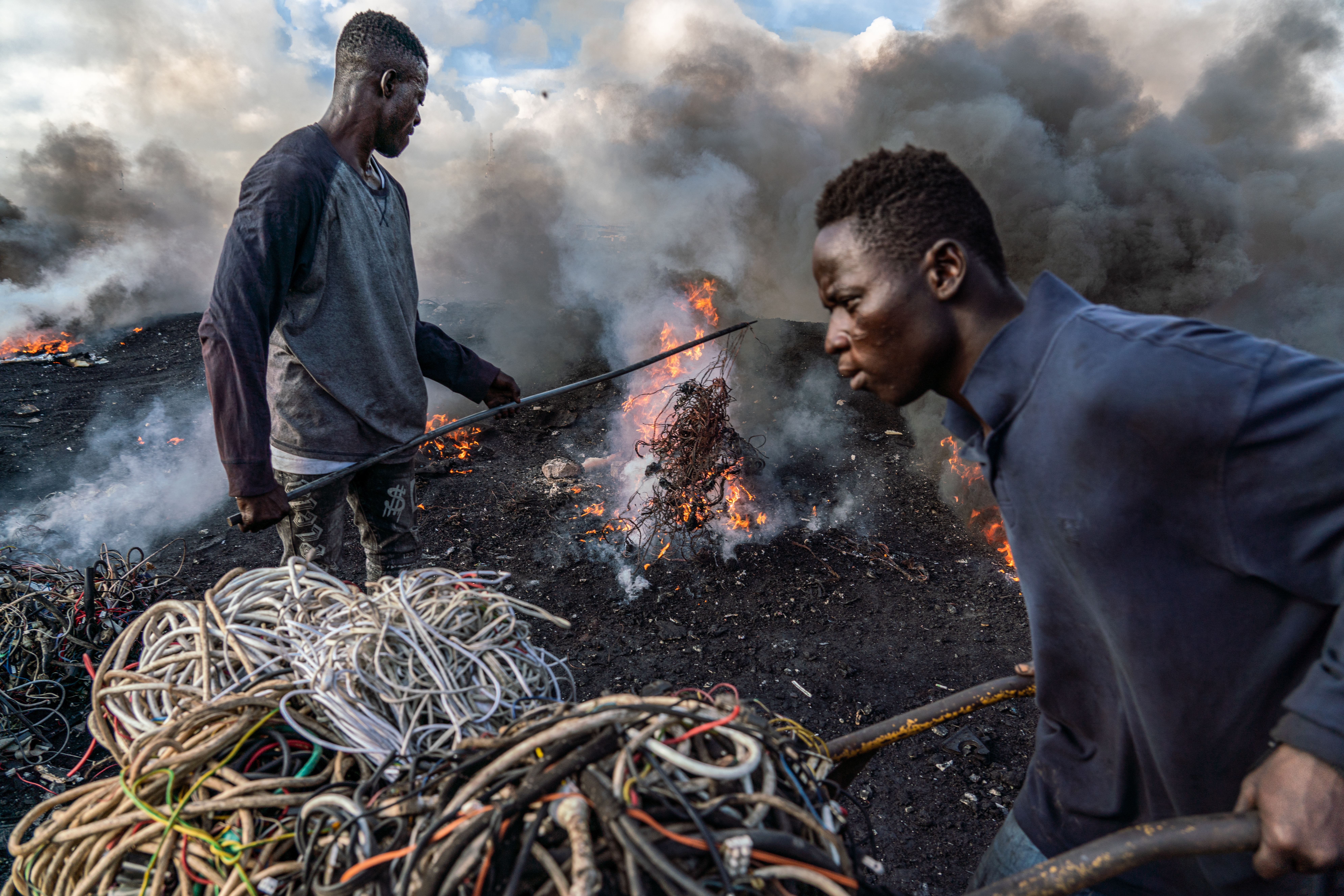
Cremant cables a cel obert a Agbogloshie

El mètode tant barat com il·legal i nociu per al medi ambient i per als humans és la crema a cel obert. L'abocador a cel obert d'Agbogloshie, prop d'Accra, la capital de Ghana n'és un exemple notori. Malgrat que el Conveni de Basilea prohibeix des de 1989 d'exportar residus elèctrics, el comerç il·legal o reetiquetat com a «material de segona mà» continua. Existeixen mètodes nets de reciclatge de cables: primer es trituren i després se separen els diferents materials resultants com ara la granalla de plàstic i de coure, etc. Per al coure, en comparació amb la producció primària consumeixen un 85% menys d'energia a més d'altres avantatges per al medi ambient: es minva l'emissió de diòxid de carboni, es conserva el paisatge i es redueix el volum de la fracció irrecuperable de les deixalles.

## Principals productors europeus
El 2023 volum del mercat mundial dels cables va atènyer de 1.971 mil millones d'euros (216,51 mil millones de dòlars) i es presagiava un creixement de 5,5% anual fins a 2028. A Catalunya, el 2007 –darres dades disponibles– el sector reprensentava 64 empreses que ocupaven 3800 persones.
- Kabelwerk Eupen (Bèlgica)[23]
- Prysmian Group (Itàlia)[24]
- Nexans (França)[25]
- General Cable, grup nord-americà amb forta presència a Europa, que el 2018 va fusionar amb Prysmian Group.[26]
- TKH Group (Països Baixos), especialitzat en cables de fibre i cables submarins

## Cables particulars
- Acer recobert de coure
- Cable coaxial
- Fibra òptica
- Cable apantallat
- Cable submarí